# Тишинский, Александр
Александер Тишинский (пол. Aleksander Tyszyński; (21 мая 1811, Петербург — 5 ноября 1880), с. Мясота, теперь Молодечненского района Минской области Белоруссии) — польский прозаик, литературный критик, публицист.

## Биография
Родился в Санкт-Петербурге, по образованию юрист, учился в Вильнюсском университете (1825—1828). В 1830 году под впечатлением идей мадам де Сталь опубликовал в Петербурге своё произведение «Американка в Польше». С 1838 года жил в Варшаве. В 1841 году основал и возглавил отдел литературной критики в научно-литературном ежемесячнике «Biblioteka Warszawska». В 1866—1869 годах преподавал историю литературы в Главной школе в Варшаве.
В 1873 году избран членом Академии художеств в Кракове.
Главное достижение Тишинского, благодаря которому он вошёл в историю литературоведения, — теория региональных школ в литературе. Интересно, что впервые эту теорию он изложил не в научном исследовании, а в художественном тексте: в 1837 году вышел в свет его эпистолярный роман «Американка в Польше» (кстати, его признают за одну из первых попыток польской психологической прозы), а в текст этого романа был встроен разведку[проверить перевод] «О школах польской поэзии» («O szkołach poezji polskiej»).

## Произведения
- Amerykanka w Polsce (1837; роман)
- Rys historyczny oświecenia Słowian (1841; историческая разведка)
- Rozbiory i krytyki (1854, три тома; сборник критических работ и рецензий)
- Pierwsze zasady krytyki powszechnej (1871; философский трактат)
- Wizerunki polski (1875; сборник критических работ и рецензий)
- Pisma krytyczne (1904, два тома; сборник критических работ и рецензий)